# Мшене-лазне
Мшене-лазне — курортная деревня в Литомержицком районе Устецкого края Чешской Республики. В ней проживает около 1800 человек.
Мшене-лазне находится примерно в 19 километрах к югу от Литомержице, 34 километра к югу от Усти-над-Лабем и 38 километров к северо-западу от Праги.

## Административные части
Села Брников, Ечевице, Подбрадец, Редгошть и Врбице являются административными частями Мшене-Лазне.

## История
Курорт Мшене основан в 1796 году. Местная вода богата железом и другими минералами. На курорте лечат заболевания мышечной системы и нервов.

## Известные люди
Антонин Гудечек — чешский художник-пейзажист. Действительный член Чешской академии наук, словесности и искусств (с 1930).

## Галерея

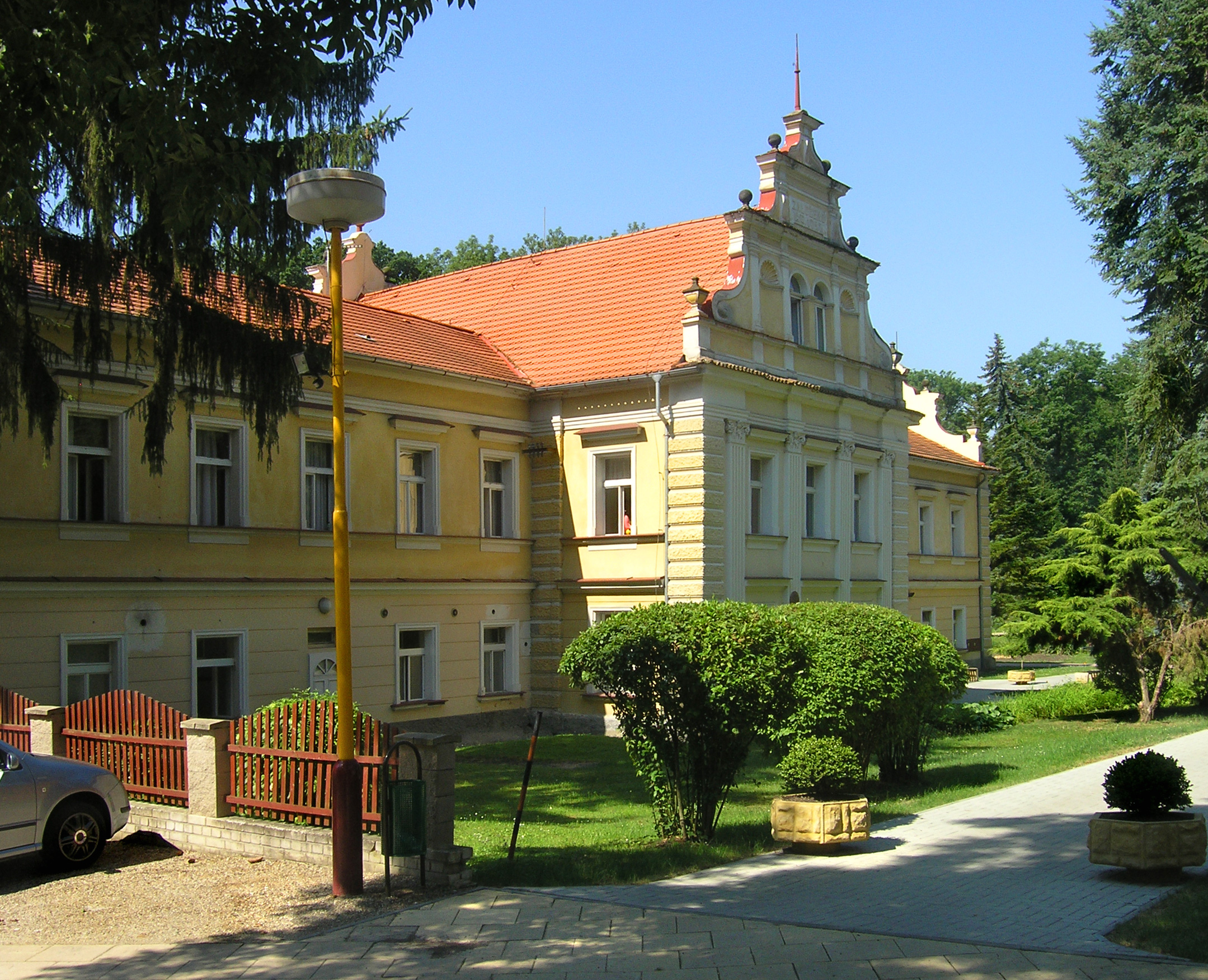
Санаторий Říp-Balneo
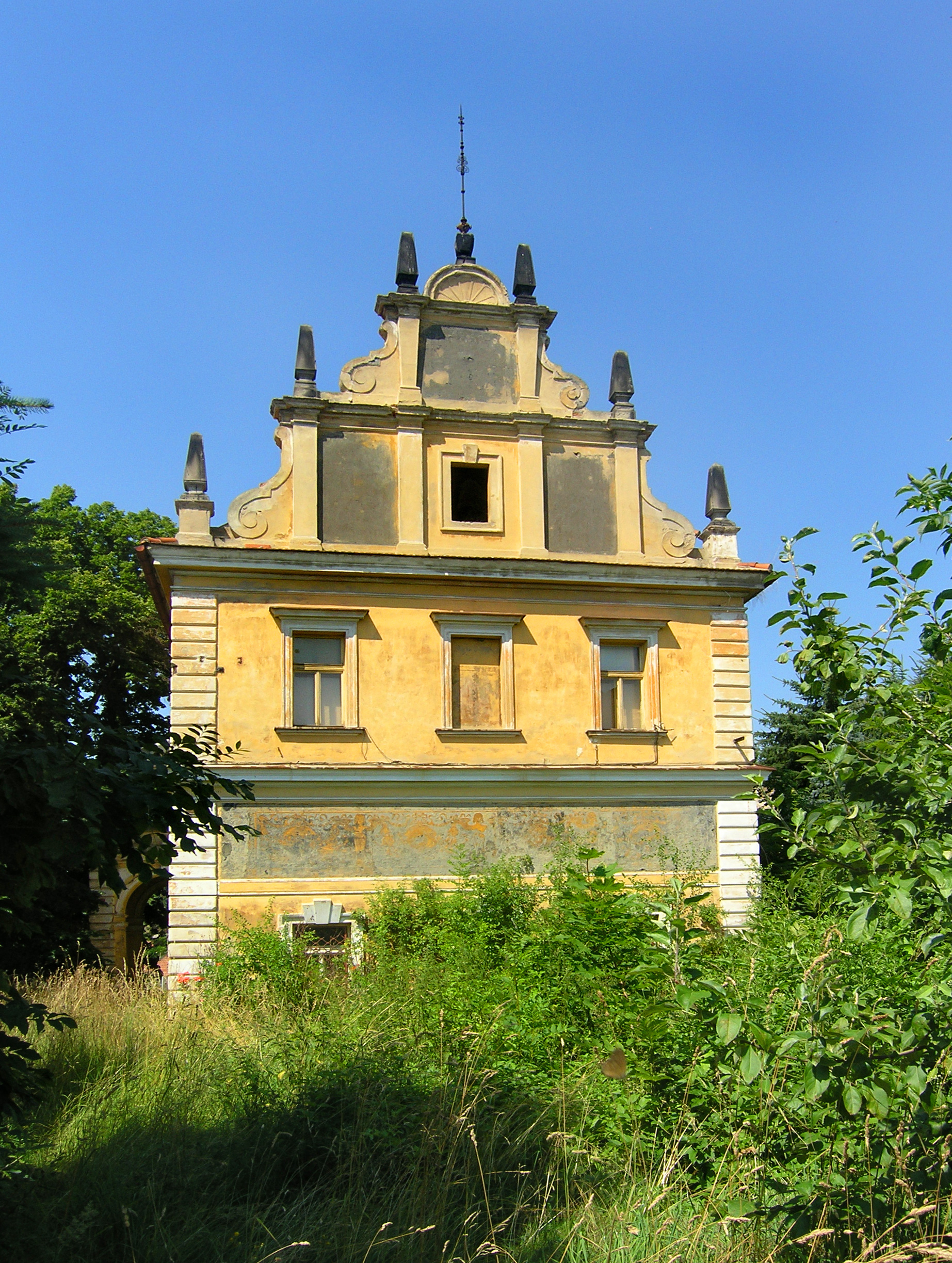
Замок Мшене-лазне до реконструкции
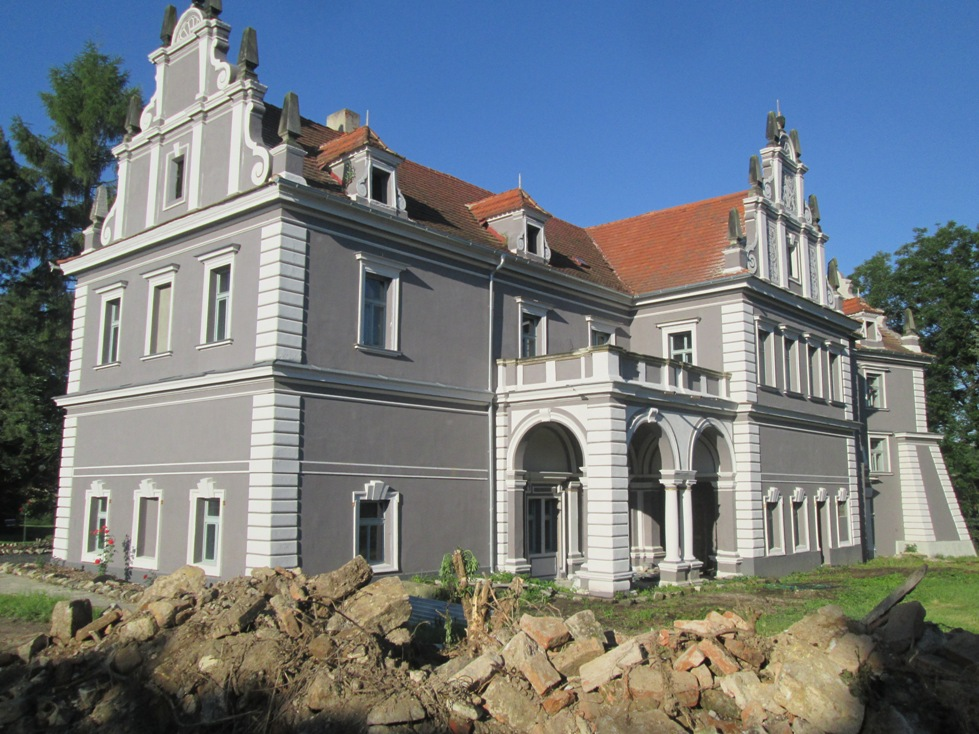
Замок после реконструкции
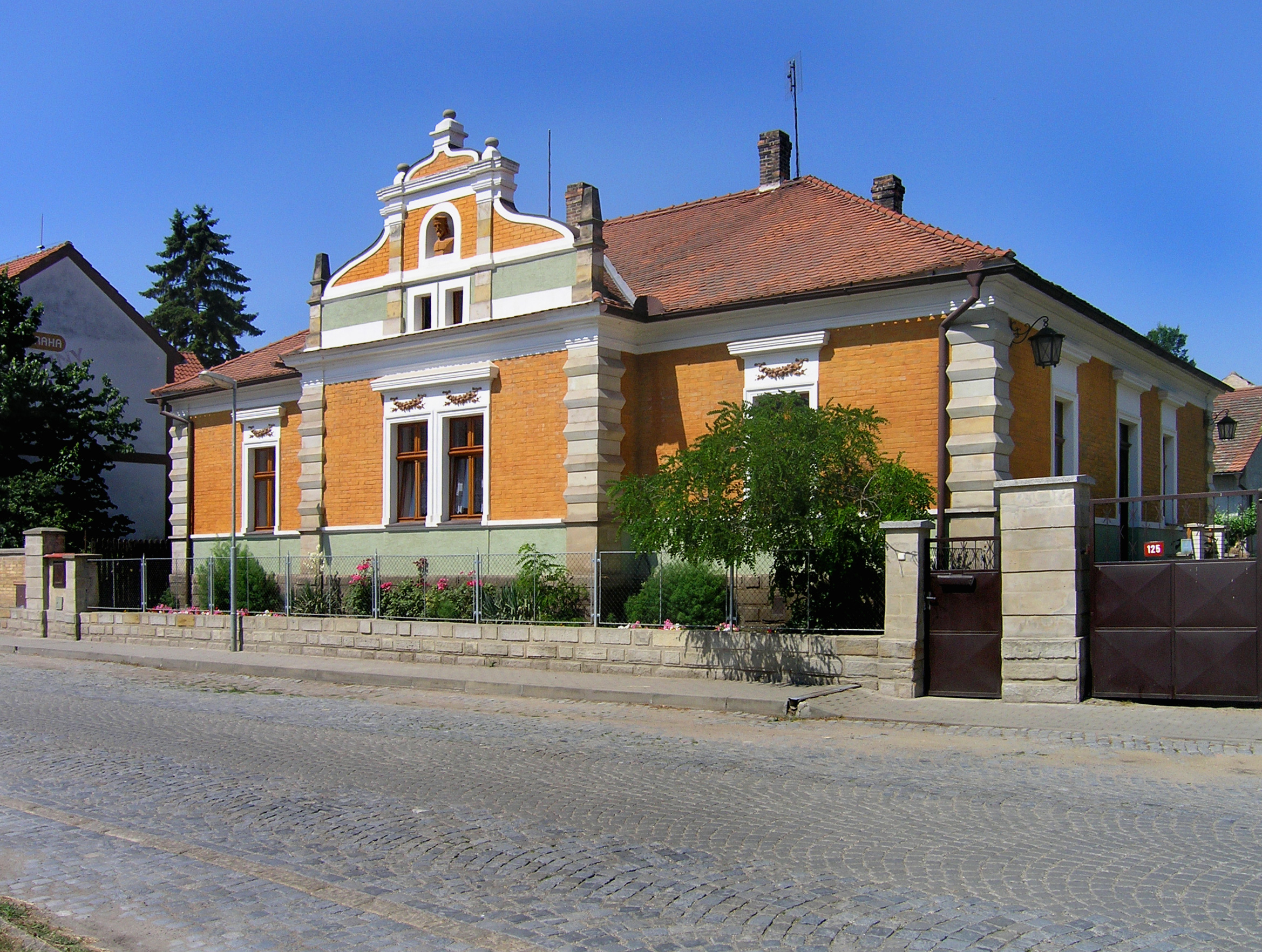
Дом на улице Главной
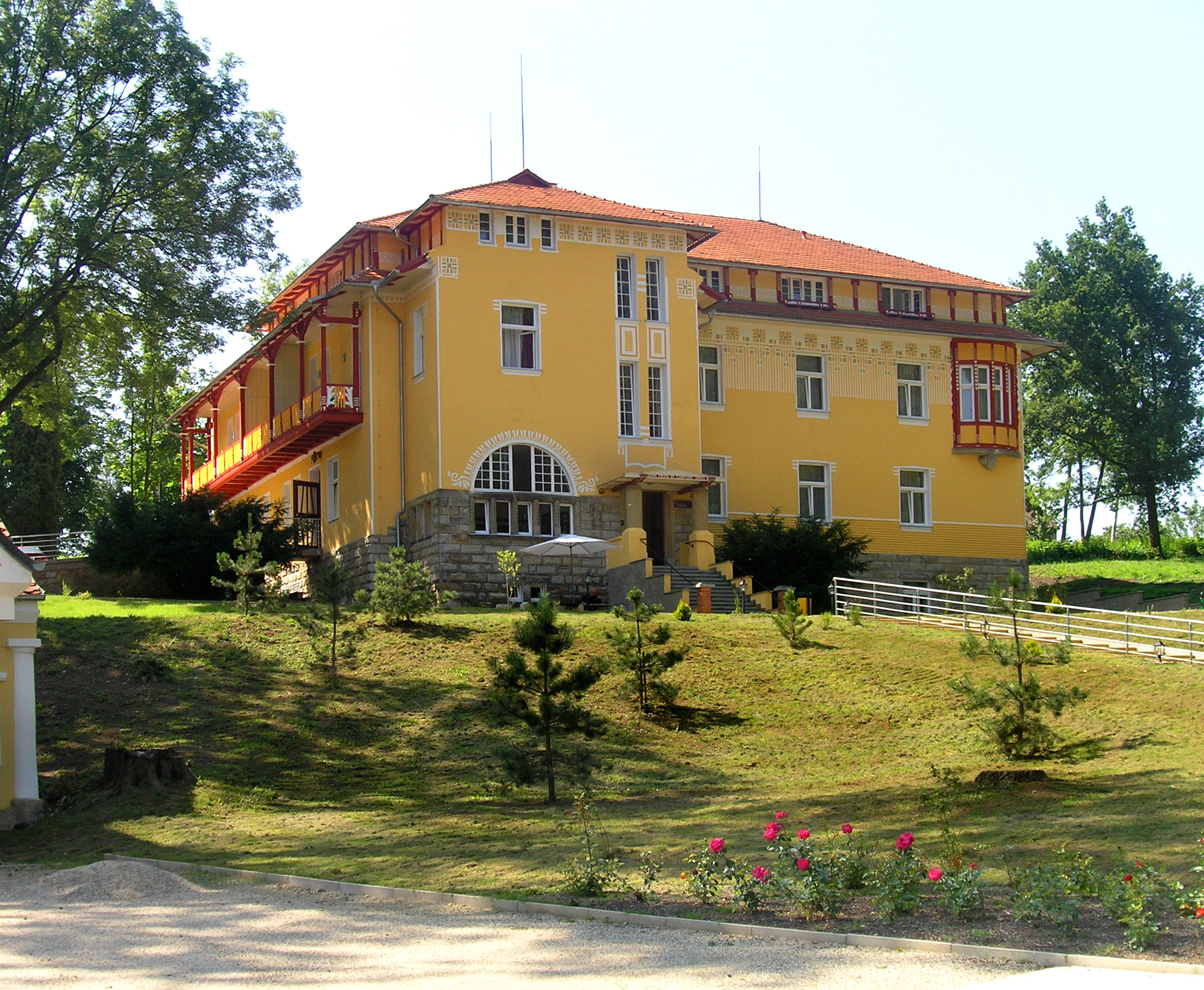
Курортный дом Киселка
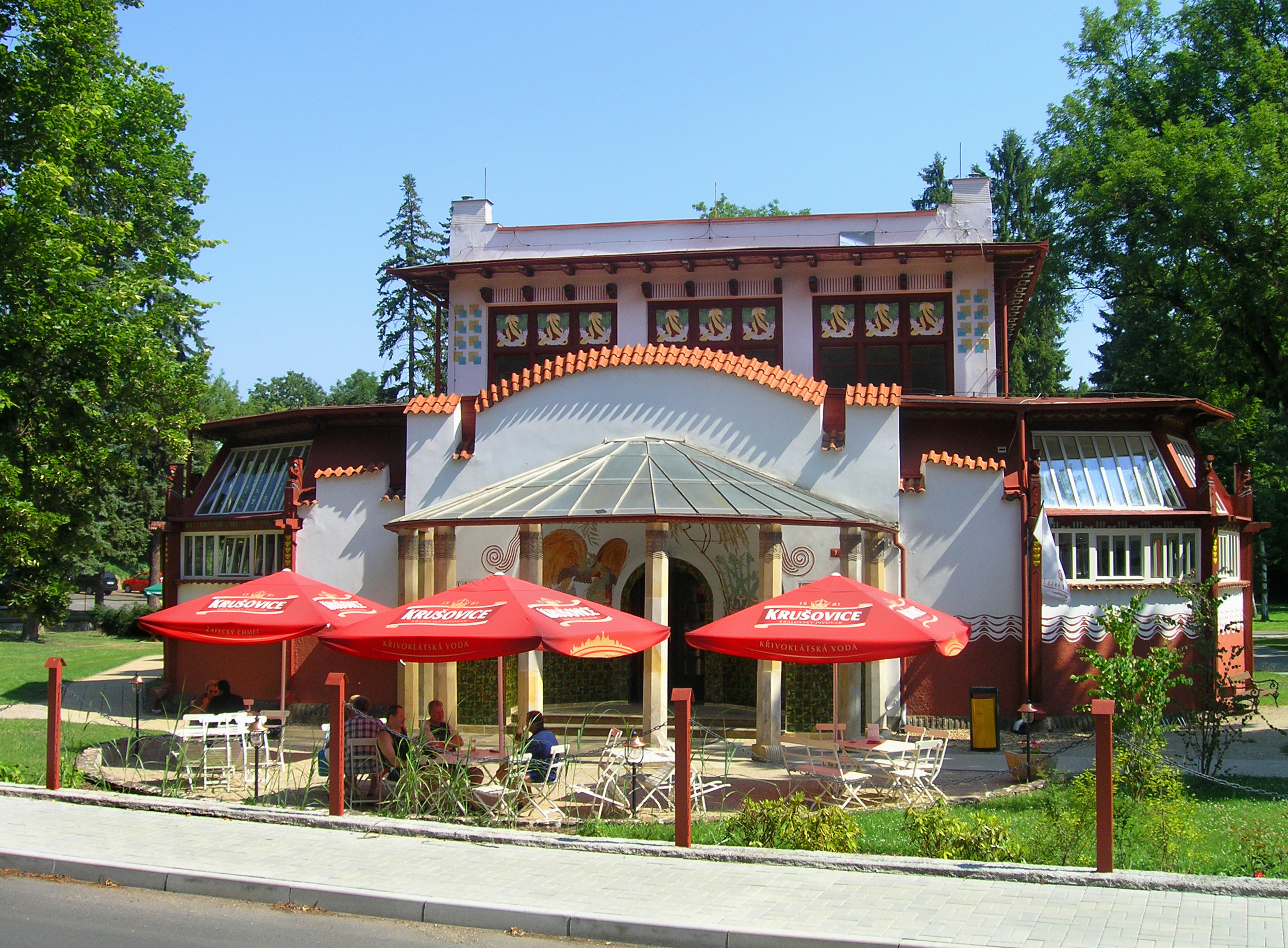
Зал в стиле модерн
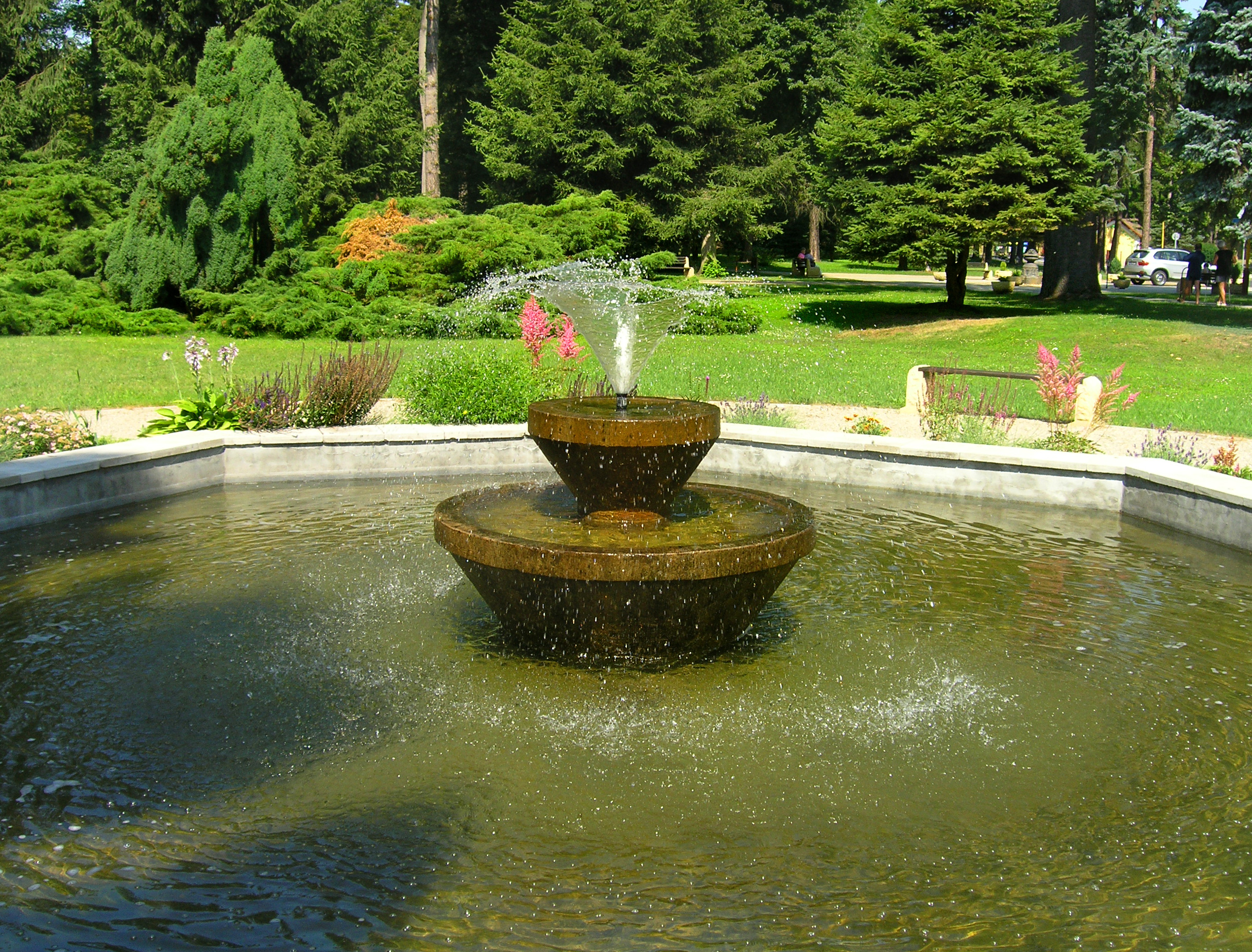
Фонтан в парке
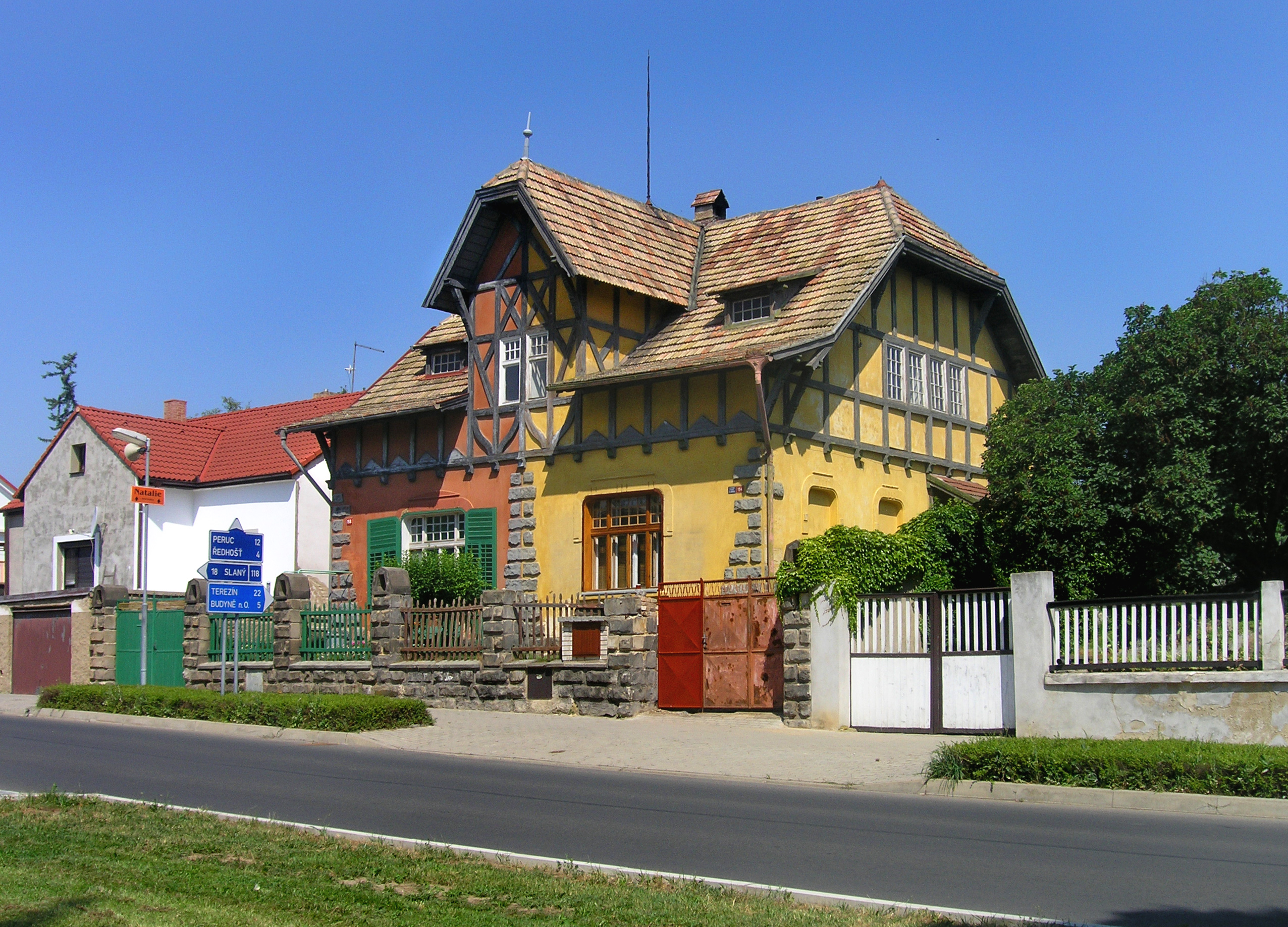
Дом на улице Лазенской
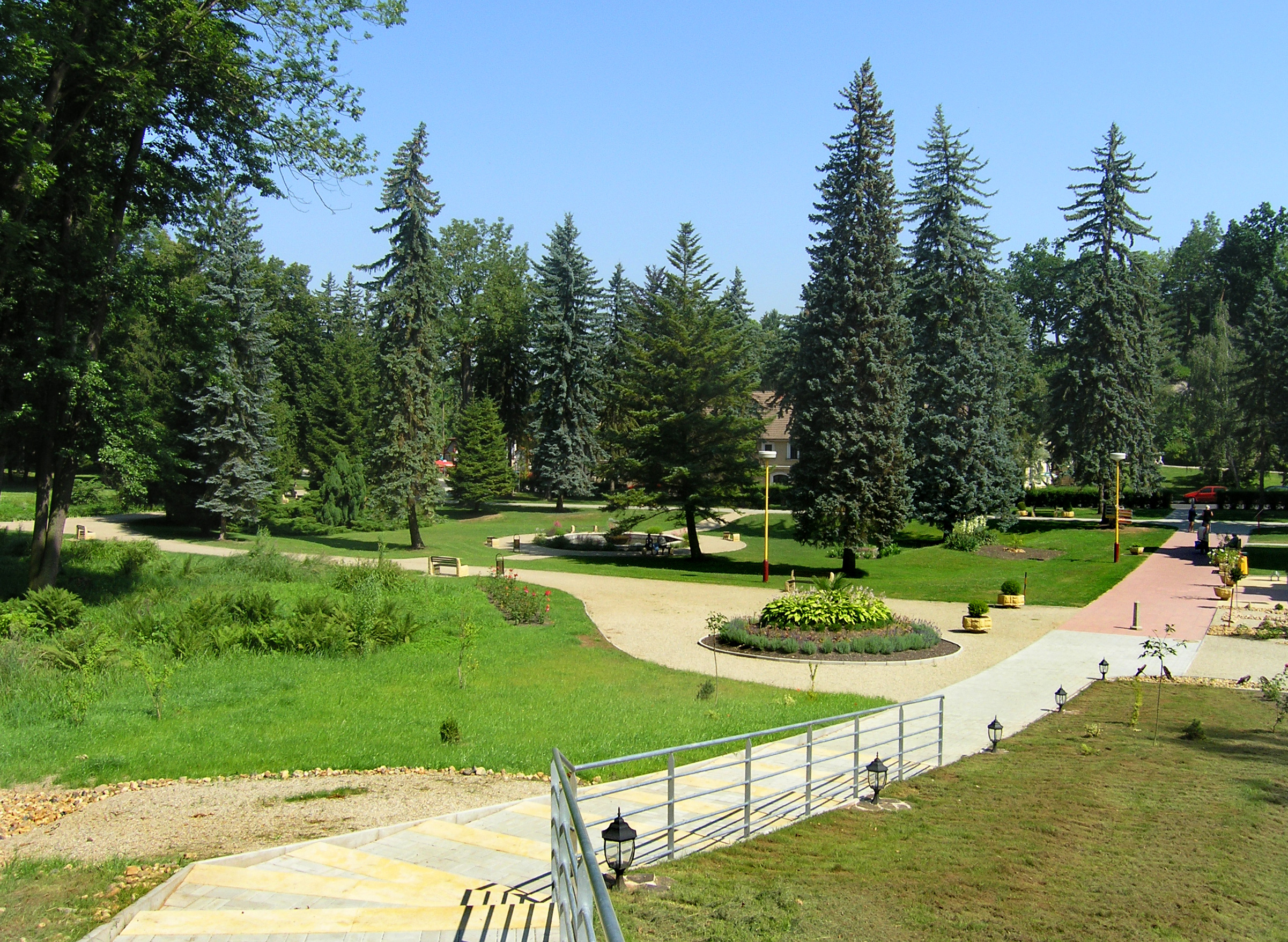
Курортный парк